# كهف مارتن
كهف مارتن (بالإنجليزية: Martin's Cave)‏ هو كهف يقع ضمن أقاليم ما وراء البحار البريطانية في منطقة جبل طارق التابعة للتاج البريطاني.